# Überwachungsbedürftige Anlage
Der Begriff überwachungsbedürftige Anlage wird in § 2 Nr. 1 des deutschen Gesetzes über überwachungsbedürftige Anlagen definiert. Verschiedene andere Gesetze und Verordnungen, wie zum Beispiel § 2 Abs. 13 der Betriebssicherheitsverordnung (BetrSichV), verweisen auf diese Definition.
Zuvor galt das Produktsicherheitsgesetz (Deutschland) a. F. für die Herstellung bzw. Errichtung von Anlagen, die gewerblichen oder wirtschaftlichen Zwecken dienen oder durch welche Beschäftigte gefährdet werden können. Nach § 2 Nr. 30 des Produktsicherheitsgesetzes a. F. zählen zum abschließenden Katalog der überwachungsbedürftigen Anlagen
1. Dampfkesselanlagen mit Ausnahme von Dampfkesselanlagen auf Seeschiffen,
2. Druckbehälteranlagen außer Dampfkesseln,
3. Anlagen zur Abfüllung von verdichteten, verflüssigten oder unter Druck gelösten Gasen,
4. Leitungen unter innerem Überdruck für brennbare, ätzende oder giftige Gase, Dämpfe oder Flüssigkeiten,
5. Aufzugsanlagen,
6. Anlagen in explosionsgefährdeten Bereichen,
7. Getränkeschankanlagen und Anlagen zur Herstellung kohlensaurer Getränke,
8. Acetylenanlagen und Calciumcarbidlager,
9. Anlagen zur Lagerung, Abfüllung und Beförderung von brennbaren Flüssigkeiten.

Zu den überwachungsbedürftigen Anlagen gehörten auch Mess-, Steuer- und Regeleinrichtungen, die dem sicheren Betrieb dieser Anlagen dienen.
Nicht zu den überwachungsbedürftigen Anlagen gehörten die Energieanlagen im Sinne des Energiewirtschaftsgesetzes.
Dieser Katalog der überwachungsbedürftigen Anlagen gilt bis zur Novellierung einer Verordnung gem. § 31 ÜAnlG derzeit nach den Übergangsbestimmungen aus § 34 ÜAnlG unverändert fort.
Vereinfacht ausgedrückt sind nur die im deutschen Rechtssystem historisch gewachsenen Anlagen mit den Gefährdungen durch Dampf, Druck, Explosion (Brand) oder Absturz als überwachungsbedürftige Anlagen legaldefiniert.
Im Betrieb stellen die überwachungsbedürftigen Anlagen eine Untermenge der Arbeitsmittel im Sinne der Betriebssicherheitsverordnung (BetrSichV). dar. Insofern gelten für sie die gemeinsamen Vorschriften von Abschnitt 2 der BetrSichV, soweit diese Anlagen von Beschäftigten bei der Arbeit genutzt werden. Ansonsten sind insbesondere die Vorschriften des Abschnitts 3 der BetrSichV anzuwenden (dadurch ist auch der Schutz Dritter gewährleistet). Grundsätzlich gilt, dass überwachungsbedürftige Anlagen nur in Betrieb genommen werden dürfen, wenn diese den Vorschriften des Produktsicherheitsgesetzes in Verbindung mit den hierzu in nationales Recht umgesetzten Verordnungen zum ProdSG entsprechen. Hierbei handelt es sich um die inhaltsgleichen deutschen Umsetzungen Beschaffenheitsanforderungen, der zu Grunde liegenden EU-Richtlinien im Sinne von Art. 114 AEUV.
Überwachungsbedürftige Anlagen benötigen aufgrund der in der deutschen Betriebssicherheitsverordnung genannten besonderen Gefährdungspotenziale in den Bereichen Dampf, Druck, Absturz sowie Brand/Explosion eine besondere Überwachung. Dieser rechtlich historische Ansatz ist eine deutsche Besonderheit, die in anderen Ländern des EWR keine Anwendung findet. Die BetrSichV stellt wiederum die Umsetzung der EU-Arbeitsmittelbenutzungsrichtlinie nach Art. 153 AEUV als Sozialmindeststandard im EWR dar.
Für alle Anlagen gilt, dass alle Teile miterfasst sind, die zum sicheren Betrieb der Anlage erforderlich sind. Für Druckbehälteranlagen bedeutet dies beispielsweise, dass die vollständige Funktionseinheit aus Druckbehältern, Rohrleitungen, Ausrüstungsteilen sowie Ausrüstungsteilen mit Sicherheitsfunktion besteht.
Das Schutzkonzept der BetrSichV sieht für überwachungsbedürftige Anlagen vor:
- Mindestanforderungen an die Beschaffenheit (soweit sie nicht bereits durch andere Rechtsvorschriften wie  zum Beispiel die 14.ProdSV als Umsetzung der Druckgeräterichtlinie, die 12.ProdSV als Umsetzung der Aufzugsrichtlinie, 11. ProdSV als Umsetzung der ATEX-Produktrichtlinie gegeben sind)
- besondere Berücksichtigung bei der sicherheitstechnischen Bewertung für den Betrieb
- Stand der Technik ist alleiniger betrieblicher Sicherheitsmaßstab (§ 2 Abs. 10 BetrSichV)
- geeignete Schutzmaßnahmen
- Prüfungen (z. B. Prüfung vor Inbetriebnahme, wiederkehrende und behördlich angeordnete außerordentliche Prüfungen).

Je nach Größe, Bauart oder Beschaffenheit der Anlage ergeben sich Überschneidungen oder Verschränkungen dieser Maßnahmen. Die Umsetzung erfolgt zumeist im Rahmen der obligatorischen betrieblichen Sicherheitsmaßnahmen, welche teilweise den Obengenannten entsprechen. Die Maßnahmen für Überwachungsbedürftige Anlagen sind jedoch überwiegend kodifiziert und unterliegen nur in sehr begrenztem Maße dem Ermessen des Betreibers. Als ideale Umsetzung kann die Integration in das betriebliche Qualitätssicherungskonzept angesehen werden.
Für bestimmte überwachungsbedürftige Anlagen gibt es gem. § 18 BetrSichV einen Erlaubnisvorbehalt, d. h. der Betreiber hat bei der zuständigen Behörde eine Erlaubnis zu beantragen.